# Paweł Dębski
Paweł Dębski (ur. 1 sierpnia 1985 w Warszawie, zm. 9 lipca 2018 tamże) – polski reżyser, animator i montażysta filmów animowanych.

## Życiorys
Był absolwentem Państwowej Wyższej Szkoły Filmowej, Telewizyjnej i Teatralnej im. Leona Schillera w Łodzi (2010). Zawodowo związany był z warszawskim FUMI Studio. Należał do Stowarzyszenia Filmowców Polskich, był również ekspertem Polskiego Instytutu Sztuki Filmowej.
Po śmierci został pochowany na cmentarzu w Zagościńcu.

## Filmografia i nagrody
- Kropelka (2006)
- Koszmar włosów (2007)
- Zupełnie inna historia (2008)
  - 2008 – Ogólnopolski Festiwal Autorskich Filmów Animowanych OFAFA w Krakowie – wyróżnienie
  - 2010 – Nagroda Polskiego Kina Niezależnego im. Jana Machulskiego – najlepsza animacja
- Drwal (2011)
  - 2011 – Se-Ma-For Film Festival w Łódź – Dyplom Dyrektora Festiwalu
  - 2011 – Międzynarodowa Konferencja Grafiki Komputerowej „View Conference” w Turynie – Nagroda za najlepszy design
  - 2011 – Letni Festiwal – Kino Niezależne „Filmowa Góra” w Zielonej Górze – Nagroda Publiczności
  - 2012 – Międzynarodowy Festiwal Filmowy „Ars Independent” w Katowicach – „Czarny Koń” w Konkursie Animacji
  - 2012 – Koszaliński Festiwal Debiutów Filmowych „Młodzi i Film” w Koszalinie – Wyróżnienie za krótkometrażowy film animowany
  - 2012 – Ogólnopolski Festiwal Autorskich Filmów Animowanych OFAFA w Krakowie – Nagroda Główna w kategorii filmu studenckiego
  - 2012 – Krakowski Festiwal Filmowy – Konkurs Polski w Krakowie – Nagroda Główna „Srebrny Lajkonik” dla najlepszego filmu animowanego
  - 2012 – Festiwal Filmów Animowanych „Animocje” w Bydgoszczy – wyróżnienie
  - 2013 – Ogólnopolski Festiwal Polskiej Animacji O!PLA w Kostrzynie nad Odrą – Nagroda „Brązowy Tobołek Koziołka Matołka”
- Ballada o Bezimiennym Joe (2011)
- Kołysanka (2012)
- Hipopotamy (2014)
- The man who knew 75 languages (2016)